# 上町断层带

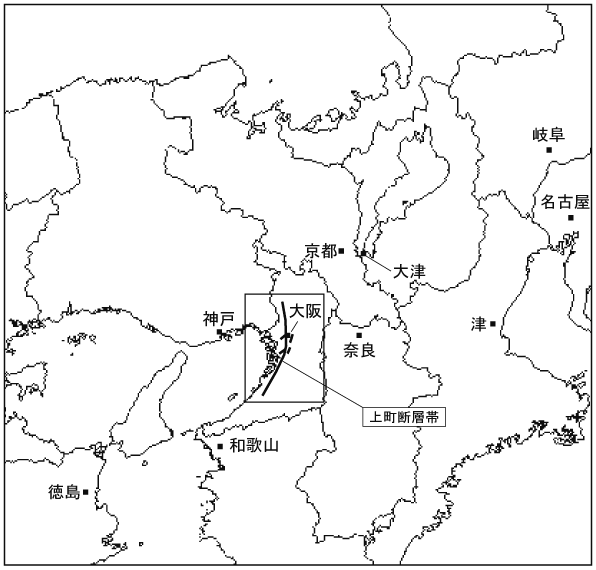
上町断层带

上町断层带是一条位于日本大阪府的断层带（活断层带）。上町断层带位于日本大阪平原，南起岸和田市，北至豐中市，全长约42千米，倾角约为65°至70°（東傾斜）。断层類型為逆断层。平均上下变位速度为约0.4米每千年。根据地震调查研究推进本部地震调查委员会的推测，上町断层带每约8,000年程度的地震。日本当局在1995年阪神淡路大地震中吸取经验教训，为了加强防震措施，共挑选出98个可能的活动断层带，其中就包括上町断层带。上町断层带错位时发生的地震就是上町断层带地震。 这种地震的最大震度预计在6强〜7（日本氣象廳震度等級）， 剧烈的上下摇晃将会持续数十秒钟。

## 地质背景
日本列岛地处欧亚大陆板块、北美洲板块、太平洋板块和菲律宾板块四个板块的交界处，是环太平洋火山地震带的重要一环。太平洋板块、北美洲板块和欧亚大陆板块、菲律宾板块在这一区域挤压碰撞，使得日本列岛逐渐从海底突起，遂促使日本附近地区火山地震等自然灾害频繁发生。
日本文部科学省地震调查研究推进本部的调查指，大阪府境内有数条活跃地震带，包括分布在该府中部的六甲-淡路島断层带、有馬-高槻断层带、大阪湾断层带、上町断层带，大阪东部的三峠斷層、生駒断层，以及位于在府境南部的中央构造线断层带。历史地震研究表明，大阪府和大阪府附近地区曾在1596年、1579年、1916年、1995年、2018年发生过灾害性地震。其中，1596年庆长伏见地震是该区域有史以来规模最大的地震，该次7.5级地震造成至少一千人死亡，且导致天龍寺、東寺等古建筑倒塌。而1995年震级7.3级的阪神大地震则造成至多6,434人死亡，并造成了数十万座房屋损坏。

## 位置
- 北端：34°49′N 135°29′E / 34.817°N 135.483°E[2]
- 南端：34°26′N 135°25′E / 34.433°N 135.417°E[2]

## 断层列表
- 佛念寺山断层[2]
- 上町断层
- 長居断层
- 坂本断层
- 久米田池断层
- 桜川撓曲（汐見橋撓曲）
- 住之江撓曲

## 地震发生概率
- 未来30年之内：2〜3%[2]
- 未来50年之内：3〜5%
- 未来100年之内：6〜10%
- 未来300年之内：20〜30%